# Esmehan Sultan
Esmehan Sultan (en turco otomano: اسمیخان سلطان; "pureza del khan") (Manisa, c. 1545 —Estambul, 8 de agosto de 1585), también conocida como Esma Sultan, fue una princesa otomana, hija del sultán Selim II y su esposa, Nurbanu Sultan. Era hermana de Murad III y tía de Mehmed III. Es ampliamente conocida por ser una de las sultanas más influyentes y ricas de la época.

## Primeros años

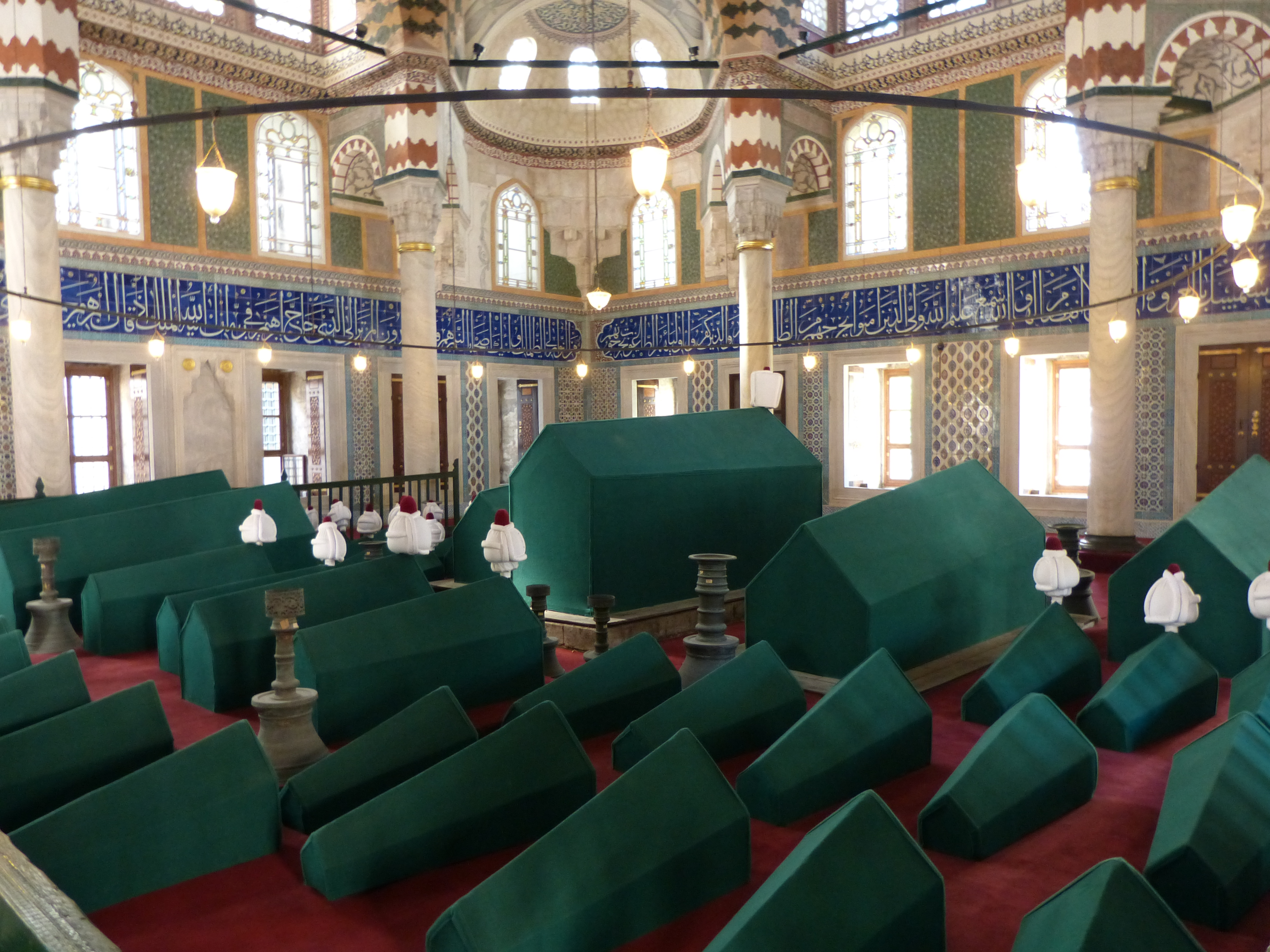
Türbe de Selim II, aquí descansa Esmehan Sultan.

Esmehan nació alrededor de 1545, era hija de Şehzade Selim, quien en ese entonces gobernaba Manisa como Sanjak Bey. Su madre era una concubina veneciana, Nurbanu Sultan, quién se convertiría en la primera Valide Sultan, y una de las mujeres más influyentes del Imperio Otomano.
Esmehan vivió una vida relativamente normal en Manisa desde su nacimiento hasta 1558, cuando tuvo que mudarse a Konya junto a su familia, ya que su padre fue enviado a gobernar tal provincia bajo las órdenes de su abuelo, Solimán el Magnífico. En 1566, su padre ascendió al trono bajo el nombre de Selim II.

## Matrimonios
Primer matrimonio
En 1562, se hicieron fuertes alianzas para las hijas de Şehzade Selim, el príncipe que sucedería a Solimán como Selim II, Esmehan se casó con Sokollu Mehmed Paşa, Gevherhan con el Almirante, Piyale Paşa y Şah con el halconero jefe, Hasan Ağa. El tesoro del estado cubrió los gastos de la boda imperial y otorgó 15,000 aspers como regalo de bodas al yerno imperial. De este matrimonio nacieron cuatro hijos.
En 1575, justo después de que su hermano Murad ascendiera al trono, su estipendio diario consistía en 250 aspers. Esmehan no tenía una buena perspectiva sobre Safiye, quién era la consorte principal de su hermano, así que a principios de la década de 1580, Esmehan le regaló a su hermano dos concubinas educadas por ella misma y su esposo, para evitar la extinción de la dinastía, ya que su hermano permaneció fiel a la mujer albanesa, de quién se sospechaba había practicado brujería para estar con el.
A través de su marido y su propio rango, Esmehan fue la sultana más influyente del imperio durante años. En riqueza, solo su tía, Mihrimah, podía superarla, pero en influencia, casi nadie podía. Con Sokollu Mehmed Paşa, apoyaron varios proyectos de construcción grandiosos, como el Complejo de la Mezquita Sokollu Mehmed Paşa y el Complejo de la Mezquita Esmehan Sultan. La personalidad de Esmehan era muy dramática, que a menudo permitía manifestar. Así, por ejemplo, organizó la ceremonia de circuncisión de su sobrino, Mehmed, que incluyó a un niño casi asesinado por un asesino a sueldo, pero rescatado por una joven vestida de ninfa.
Segundo matrimonio
Después del asesinato de su marido, Sokollu Mehmed Paşa en 1579, la primera elección de la princesa para un nuevo esposo, Ösdemiroğlu Osman Paşa, pero el no estaba interesado. Su siguiente elección fue Kalaylıkoz Ali Paşa, el gobernador de Buda, quien aceptó el matrimonio. Ambos se casaron en 1580. Sin embargo, el matrimonio no duró mucho, ya que el 5 de agosto de 1585, Esmehan dio a luz a un hijo prematuro y luego murió de complicaciones tres días después.

## Caridad
En 1571, ordenó a Mimar Sinan una mezquita en nombre de su primer esposo, (Mezquita Sokullu Mehmed Paşa) en Kadirga. La mezquita finalizó un año después. La fundación que tenía, que lleva a cabo actividades de caridad en nombre de Esmehan Sultan en Mangalia, construyó 7 escuelas medianas, 3 posadas, 300 tiendas, 1 cama pequeña y 1 baño pequeño. En 1575, mandó a construir una mezquita, la Mezquita de Mangalia. Es la mezquita más antigua de Rumania hoy y todavía tiene una comunidad de aproximadamente 800 familias de origen turco y tártaro.

## Muerte
Ismihan, que estaba embarazada de su quinto hijo, dio a luz prematuramente y a causa de fuertes complicaciones y desangramientos, falleció. Su hijo recién nacido murió tan solo cincuenta días después que ella. Está enterrada en Santa Sofía.

## Descendencia

### Hijos
- Sultanzade Ahmed (1564 — 1567), fallecido en la infancia, probablemente de viruela.
- Sokollu Ibrahim Paşa (1565 — 1621), también conocido como Sokolluzade İbrahim. Se sabe que sirvió como guardián de Budin. Murió en 1621 y fue enterrado junto a su padre en la Mezquita de Eyüp Sultan. En 1924, su descendiente, Sokulluzade Abdülbâki Ihsân Bey se casó con la princesa otomana, Rukiye Sultan, nieta del sultán Mehmed V.
- Sultanzade Mehmed (1566 — 1567), fallecido en la infancia, probablemente de viruela.
- Sultanzade Mahmud (1585 — 1585), hijo con su segundo esposo, su madre falleció después de su nacimiento. Murió cincuenta días después de su madre.

### Hija
- Safiye Hanım Sultan (1563 — ¿?) no hay mucha información sobre ella. Primero estuvo casada con el primo de su padre, Sokollu Mustafa Paşa, gobernador de Buda. Después de su ejecución en 1588, se casó con el nuevo gobernador de Buda, Silahdar Cafer Paşa. Su tercer matrimonio fue con un jeque de la época, tuvo descendencia. Seguía viva durante el reinado de Osman II (r. 1618 — 1622).